# 氣旋安娜托爾

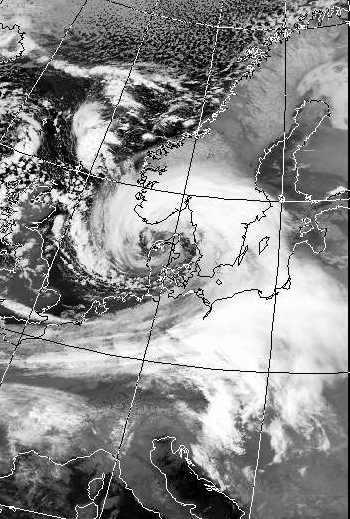
1999年12月3日協調世界時16時25分所拍攝氣旋安娜托爾的紅外線氣象衛星雲圖

氣旋安娜托爾（英語：Cyclone Anatol，丹麥第二電視臺稱呼為「亞當」），其在1999年12月3日於德國北部生成，此氣旋在影響期間，測得超過146每小時（41每秒；79節）的最大持續風速及高達184每小時（51每秒；99節）最大陣風，相當於薩菲爾-辛普森颶風風力等級第一級的威力，並造成丹麥20人死亡級800人受傷，亦被當地稱為「世紀末的風暴」。

## 外部連結
- （德文）Three extreme storms over Europe in December 1999
- （德文）Windstorms in Denmark